# Oblast' armeno
L''oblast' armeno o provincia armena (in armeno Հայկական մարզ?, Haykakan marz; in russo Армянская область?, Armjanskaja oblast) è stato un oblast' del vicereame del Caucaso dell'impero russo, esistito dal 1828 al 1840. Il territorio dell'oblast', che aveva in Erivan (l'antico nome dell'odierna capitale armena, Erevan) il suo centro amministrativo, corrispondeva alla maggior parte dell'odierna Armenia centrale, alla provincia turca di Iğdır e all'enclave azera della Repubblica Autonoma di Naxçıvan, per un totale di circa 27.840 km2 di superficie.

## Storia
All'indomani della firma del trattato di Turkmenchay, con il quale si pose fine alla guerra russo-persiana che si era protratta dal 1826 al 1828, l'impero persiano cedette all'impero russo, tra le altre cose, anche i territori che formavano i khanati di Erivan e di Naxçıvan, i quali vennero riuniti dai russi a formare l'oblast' armeno. Nello stesso anno della costituzione dell'oblast, Ivan Fëdorovič Paskevič, il famoso comandante militare di origine ucraina nonché eroe di guerra, fu nominato "Conte di Erivan".
Nel 1829, l'esploratore baltico tedesco Friedrich Parrot dell'università di Tartu effettuò un viaggio nell'oblast' come parte della sua spedizione volta alla scalata del monte Ararat. Accompagnato dallo scrittore armeno Khačatur Abovjan e da altri quattro viaggiatori, Parrot effettuò la prima ascesa dell'Ararat della storia a partire dal monastero armeno di Sant'Hakob ad Akoři (l'odierna Yenidoğan).
L'oblast' cessò la sua esistenza nel 1840 ed i suoi territori furono incorporati in una nuova, più larga, provincia, il governatorato della Georgia-Imerezia. Questa nuova disposizione non durò a lungo e nel 1844 il vicereame del Caucaso fu ristabilito, con il precedente oblast' armeno che andò a formare una suddivisione del governatorato di Tiflis (l'odierna Tbilisi). Nel 1849, poi, fu costituito il governatorato di Erivan, che venne separato dal sopraccitato governatorato di Tiflis e che includeva i precedenti territori dei khanati di Erivan e di Naxçıvan.

## Demografia
Al fine di ottenere informazioni sulla demografia dei territori armeni di ultima acquisizione, nel 1829 le autorità zariste inviarono nell'oblast' una squadra comandata da Ivan Chopin affinché effettuasse un censimento della popolazione. Dai risultati si evinse che i mussulmani, inclusi i Tatari (oggi conosciuti come azeri), curdi e persiani formavano la maggioranza della popolazione, mentre gli armeni cristiani formavano una minoranza, seppur significativa, frutto di precedenti deportazioni. Il numero di armeni crebbe sensibilmente dopo che il governo russo iniziò una campagna volta a permettere e a incoraggiare gli armeni che vivevano in territorio turco o persiano a emigrare nella Russia Transcaucasica. Con la suddetta campagna fu concesso di ritornare in Armenia anche ai prigionieri armeni che avevano vissuto in Persia sin dal 1804 e addirittura dal 1795. Così, nel 1832, l'oblast' contava una popolazione di circa 164.500 persone e circa 45.000 armeni si erano ristabiliti nei suoi territori.